# 439
439 (CDXXXIX) fue un año común comenzado en domingo del calendario juliano, en vigor en aquella fecha.
En el Imperio romano, el año fue nombrado el del consulado de Teodosio y Festo, o menos comúnmente, como el 1192 Ab urbe condita, adquiriendo su denominación como 439 a principios de la Edad Media, al establecerse el anno Domini.

## Acontecimientos
- 19 de octubre: en el norte de África, los vándalos de Genserico toman Cartago y controlan el Mediterráneo occidental.
- En la actual España, Requila, rey de los suevos, conquista Mérida.
- Atila y Bleda rompen la paz con los romanos e invaden los Balcanes.
- En China termina la etapa de los Dieciséis Reinos.

## Arte y literatura
- Salviano publica su gran obra, De gubernatione Dei (fecha aproximada).

## Fallecimientos
- 9 de junio: Átlatl Cauac, gobernante mexica.
- Filostorgio, historiador bizantino.
- Melania la Joven, santa cristiana.